# Kōsuke Nakamura
Kōsuke Nakamura (中村 航輔?, Nakamura Kōsuke; Tokyo, 27 febbraio 1995) è un calciatore giapponese, portiere svincolato.

## Carriera

### Club

#### Esordi e Kashiwa Reysol
Nakamura decise di diventare un portiere poiché si era ispirato nei Mondiali casalinghi del 2002 al portiere tedesco Oliver Kahn.
All’età di nove anni entrò a far parte dei Kashiwa Reysol junior e nel 2013 iniziò a giocare in prima squadra. Durante il primo anno egli si fratturò il braccio destro e dunque non giocò nessuna partita ufficiale.

### Nazionale
È stato convocato per le Olimpiadi 2016 in Brasile.
A maggio 2017 viene chiamato per la prima volta nella nazionale maggiore mentre fa il suo debutto con la maglia nipponica il 9 dicembre dello stesso anno, in una partita di Coppa dell’Asia orientale contro la Corea del Nord; siccome ha tenuto la sua porta inviolata e ha parato dei tiri decisivi, in quella partita viene nominato “Man of the Match”.

## Statistiche

### Presenze e reti nei club
Statistiche aggiornate al 27 maggio 2023.
| Stagione              | Club                  | Campionato            | Campionato | Campionato | Coppe nazionali | Coppe nazionali | Coppe nazionali | Coppe continentali | Coppe continentali | Coppe continentali | Supercoppe | Supercoppe | Supercoppe | Totale | Totale |
| Stagione              | Club                  | Comp                  | Pres       | Reti       | Comp            | Pres            | Reti            | Comp               | Pres               | Reti               | Comp       | Pres       | Reti       | Pres   | Reti   |
| --------------------- | --------------------- | --------------------- | ---------- | ---------- | --------------- | --------------- | --------------- | ------------------ | ------------------ | ------------------ | ---------- | ---------- | ---------- | ------ | ------ |
| 2011                  | Kashiwa Reysol        | J1                    | 0          | 0          | CdL+CI          | 0+1             | 0 + -1          | -                  | -                  | -                  | Cmc        | 0          | 0          | 1      | -1     |
| 2012                  | Kashiwa Reysol        | J1                    | 0          | 0          | CdL+CI          | 0               | 0               | ACL                | 0                  | 0                  | SJ         | 0          | 0          | 0      | 0      |
| 2013                  | Kashiwa Reysol        | J1                    | 0          | 0          | CdL+CI          | 0               | 0               | ACL                | 0                  | 0                  | SJ         | 0          | 0          | 0      | 0      |
| 2014                  | Kashiwa Reysol        | J1                    | 0          | 0          | CdL+CI          | 0               | 0               | -                  | -                  | -                  | -          | -          | -          | 0      | 0      |
| mag.-lug. 2014        | J. League U-22        | J3                    | 3          | -5         | -               | -               | -               | -                  | -                  | -                  | -          | -          | -          | 3      | -5     |
| 2015                  | Avispa Fukuoka        | J2                    | 20+2       | -10 + -1   | CI              | 1               | 0               |                    | -                  | -                  |            | -          | -          | 23     | -11    |
| 2016                  | Kashiwa Reysol        | J1                    | 28         | -30        | CdL+CI          | 1+3             | -1 + -5         | -                  | -                  | -                  | -          | -          | -          | 32     | -36    |
| 2017                  | Kashiwa Reysol        | J1                    | 34         | -33        | CdL+CI          | 0+4             | 0 + -4          | -                  | -                  | -                  | -          | -          | -          | 38     | -37    |
| 2018                  | Kashiwa Reysol        | J1                    | 17         | -24        | CdL+CI          | 0               | 0               | ACL                | 4                  | -4                 | -          | -          | -          | 21     | -28    |
| 2019                  | Kashiwa Reysol        | J2                    | 41         | -32        | CdL+CI          | 1+2             | 0 + -1          | -                  | -                  | -                  | -          | -          | -          | 44     | -33    |
| 2020                  | Kashiwa Reysol        | J1                    | 10         | -12        | CdL             | 1               | 0               | -                  | -                  | -                  | -          | -          | -          | 11     | -12    |
| Totale Kashiwa Reysol | Totale Kashiwa Reysol | Totale Kashiwa Reysol | 130        | -131       |                 | 13              | -12             |                    | 4                  | -4                 |            | 0          | 0          | 147    | -147   |
| gen.-giu. 2021        | Portimonense          | PL                    | 0          | 0          | -               | -               | -               | -                  | -                  | -                  | -          | -          | -          | 0      | 0      |
| 2021-2022             | Portimonense          | PL                    | 2          | -2         | TP+TL           | 1+0             | 0               | -                  | -                  | -                  | -          | -          | -          | 3      | -2     |
| 2022-2023             | Portimonense          | PL                    | 30         | -46        | TP+TL           | 0+2             | 0 + -3          | -                  | -                  | -                  | -          | -          | -          | 32     | -49    |
| Totale Portimonense   | Totale Portimonense   | Totale Portimonense   | 32         | -48        |                 | 3               | -3              |                    | -                  | -                  |            | -          | -          | 35     | -51    |
| Totale carriera       | Totale carriera       | Totale carriera       | 187        | -195       |                 | 17              | -15             |                    | 4                  | -4                 |            | 0          | 0          | 208    | -214   |

### Cronologia presenze e reti in nazionale
| Cronologia completa delle presenze e delle reti in nazionale ― Giappone | Cronologia completa delle presenze e delle reti in nazionale ― Giappone | Cronologia completa delle presenze e delle reti in nazionale ― Giappone | Cronologia completa delle presenze e delle reti in nazionale ― Giappone | Cronologia completa delle presenze e delle reti in nazionale ― Giappone | Cronologia completa delle presenze e delle reti in nazionale ― Giappone | Cronologia completa delle presenze e delle reti in nazionale ― Giappone | Cronologia completa delle presenze e delle reti in nazionale ― Giappone |
| Data                                                                    | Città                                                                   | In casa                                                                 | Risultato                                                               | Ospiti                                                                  | Competizione                                                            | Reti                                                                    | Note                                                                    |
| ----------------------------------------------------------------------- | ----------------------------------------------------------------------- | ----------------------------------------------------------------------- | ----------------------------------------------------------------------- | ----------------------------------------------------------------------- | ----------------------------------------------------------------------- | ----------------------------------------------------------------------- | ----------------------------------------------------------------------- |
| 9-12-2017                                                               | Chōfu                                                                   | Giappone                                                                | 1 – 0                                                                   | Corea del Nord                                                          | Coppa dell'Asia orientale 2017                                          | -                                                                       |                                                                         |
| 16-12-2017                                                              | Chōfu                                                                   | Giappone                                                                | 1 – 4                                                                   | Corea del Sud                                                           | Coppa dell'Asia orientale 2017                                          | -4                                                                      |                                                                         |
| 23-3-2018                                                               | Liegi                                                                   | Giappone                                                                | 1 – 1                                                                   | Mali                                                                    | Amichevole                                                              | -1                                                                      |                                                                         |
| 12-6-2018                                                               | Innsbruck                                                               | Giappone                                                                | 4 – 2                                                                   | Paraguay                                                                | Amichevole                                                              | -1                                                                      | 46’                                                                     |
| 10-12-2019                                                              | Pusan                                                                   | Cina                                                                    | 1 – 2                                                                   | Giappone                                                                | Coppa dell'Asia orientale 2019                                          | -1                                                                      |                                                                         |
| 18-12-2019                                                              | Pusan                                                                   | Corea del Sud                                                           | 1 – 0                                                                   | Giappone                                                                | Coppa dell'Asia orientale 2019                                          | -1                                                                      |                                                                         |
| 20-6-2023                                                               | Suita                                                                   | Giappone                                                                | 4 – 1                                                                   | Perù                                                                    | Amichevole                                                              | -1                                                                      |                                                                         |
| 12-9-2023                                                               | Genk                                                                    | Giappone                                                                | 4 – 2                                                                   | Turchia                                                                 | Amichevole                                                              | -1                                                                      | 45+3’                                                                   |
| Totale                                                                  |                                                                         | Presenze                                                                | 8                                                                       |                                                                         | Reti                                                                    | -10                                                                     |                                                                         |

| Cronologia completa delle presenze e delle reti in nazionale ― Giappone olimpica | Cronologia completa delle presenze e delle reti in nazionale ― Giappone olimpica | Cronologia completa delle presenze e delle reti in nazionale ― Giappone olimpica | Cronologia completa delle presenze e delle reti in nazionale ― Giappone olimpica | Cronologia completa delle presenze e delle reti in nazionale ― Giappone olimpica | Cronologia completa delle presenze e delle reti in nazionale ― Giappone olimpica | Cronologia completa delle presenze e delle reti in nazionale ― Giappone olimpica | Cronologia completa delle presenze e delle reti in nazionale ― Giappone olimpica |
| Data                                                                             | Città                                                                            | In casa                                                                          | Risultato                                                                        | Ospiti                                                                           | Competizione                                                                     | Reti                                                                             | Note                                                                             |
| -------------------------------------------------------------------------------- | -------------------------------------------------------------------------------- | -------------------------------------------------------------------------------- | -------------------------------------------------------------------------------- | -------------------------------------------------------------------------------- | -------------------------------------------------------------------------------- | -------------------------------------------------------------------------------- | -------------------------------------------------------------------------------- |
| 8-8-2016                                                                         | Manaus                                                                           | Giappone                                                                         | 2 – 2                                                                            | Colombia                                                                         | Olimpiadi 2016 - 1º turno                                                        | -2                                                                               |                                                                                  |
| 11-8-2016                                                                        | Salvador                                                                         | Giappone                                                                         | 1 – 0                                                                            | Svezia                                                                           | Olimpiadi 2016 - 1º turno                                                        | -                                                                                |                                                                                  |
| Totale                                                                           |                                                                                  | Presenze                                                                         | 2                                                                                |                                                                                  | Reti                                                                             | -2                                                                               |                                                                                  |